# Shakugan no Shana
Shakugan no Shana (灼眼のシャナ) là một bộ light novel được viết bởi tiểu thuyết gia Takahashi Yashichiro và được minh họa bởi Ito Noizi, cốt truyện xoay quanh Sakai Yuji một anh chàng đang học trung học người vô tình vướng vào cuộc chiến vô tận để giữ cân bằng cho thế giới. Trong suốt cốt truyện anh đã kết bạn với một cô gái mà anh gọi là Shana.
Hi
Light novel Shakugan no Shana bắt đầu được phát hành với thương hiệu dành cho seinen là Dengeki Bunko do MediaWorks xuất bản, tập tiểu thuyết đầu tiên phát hành ngày 10 tháng 11 năm 2002 tại Nhật Bản. Vào lúc đó một loạt manga cũng được thực hiện bởi họa sĩ Sasakura Ayato, loạt manga này đăng lần đầu trên tạp chí Dengeki Daioh vào tháng 2 năm 2005. Cả tiểu thuyết và manga đều đã hoàn tất việc xuất bản vào tháng 10 năm 2011.
Shakugan no Shana đã được J.C.Staff chuyển thể thành anime. Bộ đầu tiên gồm 24 tập phát sóng từ ngày 5 tháng 10 năm 2005 đến ngày 22 tháng 3 năm 2006. Các OVA cũng đã dược thực hiện và phát hành trong cùng với DVD của bộ anime đầu tiên. Một phim anime cũng đã được thực hiện và phát hành vào ngày 21 tháng 4 năm 2007. Bộ anime thứ hai mang tên Shakugan no Shana Second đã phát sóng tại Nhật Bản từ ngày 4 tháng 10 năm 2007 đến ngày 27 tháng 3 năm 2008. Các OVA khác cho bộ này cũng được thực hiện và phát hành trong cùng với DVD của bộ anime thứ hai. Và đã có kế hoạch để thực hiện bộ anime thứ ba.
Nó cũng được chuyển thể thành trò chơi điện tử, một cho hệ PlayStation 2 đã được phát hành vào tháng 3 năm 2006 và một trò khác phát hành sau đó cho hệ Nintendo DS vào tháng 3 năm 2007.

## Tổng quan

### Sơ lược cốt truyện
Sakai Yuji là một học sinh trung học bình thường mong muốn cuộc sống bình thường của mình kéo dài mãi. Nhưng ước muốn này nhanh chóng bị tan vỡ. Trong 1 ngày khi cậu đang trên đường đi học về, đột nhiên thế giới xung quanh cậu như ngưng lại, thời gian thì ngừng trôi. Cậu hoảng hốt khi ngay sau đó một con quái vật xuất hiện và hút hết mọi người xung quanh vào miệng nó, và khi nó chuẩn bị tấn công Yuji thì một cô gái với ánh mắt và mái tóc rực lửa xuất hiện, tiêu diệt con quái nhanh chóng. Sau đó Yuji được cô cho biết cậu đã chết, và bây giờ cậu thực chất chỉ là 1 thế thân tạm thời và sẽ nhanh chóng tan biến. Sakai không chấp nhận sự thật rằng mình đã không còn tồn tại, cậu muốn bác bỏ lời nói của cô bé rằng cậu chỉ là 1 "Torch", còn cô chỉ là 1 "Flame Haze", Yuji quyết định từ nay sẽ gọi cô là Shana dựa trên tên thanh kiếm của cô đang cầm: thanh "Nietono no Shana", và bắt cô gọi mình là Sakai Yuji thay vì "Torch". Sau đó Shana nhận ra rằng Yuji không phải chỉ là 1 "Torch" bình thường mà là 1 "Mystes" mang trong mình một báu vật, nên cậu sẽ không biến mất và tiếp tục tồn tại... Nhưng cũng vì báu vật này mà cậu trở thành mục tiêu săn đuổi của các Guze no Tomogara (Crimson Deinizen). Shana nhận bảo vệ cho Sakai Yuji trước các thế lực đó, và cậu quyết định tham gia vào cuộc chiến của cô. Sau nhiều lần chiến đấu cùng nhau cả Shana và Yuji từ từ nhận ra rằng tình cảm của họ cho nhau có gì đó vượt hơn mức tình bạn. Shana nhận ra rằng mỗi khi có Yuji ở bên cạnh sức mạnh của cô gia tăng và ngọn lửa trong cô được thức tỉnh.

### Nhân vật
Sakai Yūji (坂井悠二)
Lồng tiếng bởi: Hino Satoshi
Yuji là một học sinh trung học bình thường, thế giới của cậu ta bị đảo lộn khi cậu phát hiện ra mình đã không còn tồn tại, và sắp biến mất. Nhưng may mắn là cậu không phải là một "Torch" bình thường mà là 1 "Mystes" mang trong mình một báu vật vô giá "Reiji Maigo" nên cậu ta có tương lai và vẫn tồn tại. Cậu tham gia vào cuộc chến của Shana và dần dần nhận ra tình cảm của mình với Shana.
Shana (シャナ) / "Slayer with Flaming Hair and Blazing Eyes" (「炎髪灼眼の討ち手」, "Enpatsu Shakugan no Uchite") (Flame Haze)
Lồng tiếng bởi: Kugimiya Rie
Shana là một "Flame Haze" - chiến binh bảo vệ cho sự cân bằng của thế giới. Ban đầu Shana chỉ xem Yuji là 1 "Torch", cảm thấy lý thú vì cậu ta thực chất là "Mystes" mang trong mình báu vật vô giá "Reiji Maigo". Nhưng khi cùng chiến đấu với cậu Shana từ từ nhận ra tình cảm của mình dành cho Yuji, nhưng cô không hiểu nó là gì và trở nên bối rối. Nhiều lần cô đã bị tình cảm đó và bổn phận của mình dằng xé. Và cuối cùng cô cũng thố lộ tình cảm của mình với cậu khi cô nghĩ mình sắp chết.
Shana rất thích Melon Bread, điểm đặc biệt nữa của cô là khi tức giận hay xấu hổ thường nói chữ "Urusai!" ("Shut up!") 3 lần liên tiếp.
Alastor (アラストール,Arasutōru) / "Flame of Heavens" (「天壌の劫火」, "Tenjō no Gōka")
Lồng tiếng bởi: Ebara Masashi
Alastor là một king of gluze đã gắn bó với shana trong cuộc chiến bảo vệ thế giới.và xuất hiện dưới dạng một mặt dây chuyền mà shana đeo ở cổ. Alastor coi shana như đứa con gái của mình và rất quan tâm đến cô.
Margery Daw (マージョリー・ドー, Mājorī Dō) / "Chanter of Elegies" (「弔詞の詠み手」, "Chōshi no Yomite") (Lord of the Crimson Realm)
Lồng tiếng bởi: Nabatame Hitomi
Margery là một "Flame Haze" trưởng thành với thói quen uống rượu. Sức mạnh chính của cô là sử dụng thần chú và biến thành một mãnh thú khi chiến đấu. Cô có một mối thù sâu đậm với Guze no Tomogara, cô săn đuổi tất cả Guze no Tomogara, thậm chí có khi quên bổn phận của mình là 1 "Flame Haze" là phải bảo vệ sự cân bằng của thế giới
Marchosias (マルコシアス, Marukoshiasu) / "Claws and Fangs of Violation" (「蹂躙の爪牙」, "Jūrin no Sōga") (Lord of the Crimson Realm)
Lồng tiếng bởi: Iwata Mitsuo
Marchosias là 1 "King of Gluze" có hình dạng một quyển sách ràng buột với Margery trong nhiệm cụ của một "Flame Haze".
Yoshida Kazumi (吉田一美)
Lồng tiếng bởi: Kawasumi Ayako
Yoshida là bạn học của Yuji. Cô có tình cảm dành cho Yuji, nhưng quá ngại ngùng nên không dám thổ lộ với cậu. Khi Shana trở thành tình địch của cô, cô đã dũng cảm bày tỏ tình cảm của mình với Yuji và để cậu lựa chọn giữa cô với Shana.

## Truyền thông

### Light novel
Hiện nay có 23 cuốn light novel được xuất bản. Với số tập được ghi bằng số La Mã cùng với các tập 0, S và SII chứa các mẫu truyện ngắn ngoại truyện. Bộ tiểu thuyết này được viết bởi Takahashi Yashichiro và minh họa bởi Ito Noizi. Bộ tiểu thuyết này đã được xuất bản với thương hiệu Dengeki Bunko dành cho seinen của MediaWorks. Tập đầu tiên được phát hành ngày 10 tháng 11 năm 2002. VIZ Media đã mua bản quyền phát hành bộ tiểu thuyết này tại thị trường Hoa Kỳ, Daiwon C.I phát hành tại Hàn Quốc và Kadokawa Media phát hành tại Đài Loan.

### Manga
Loạt manga đầu tiên đã được thực hiện bởi Sasakura Ayato và đã đăng trên tạp chí truyện tranh dành cho seinen phát hành hàng tháng Dengeki Daioh của MediaWorks bắt đầu từ ngày 01 tháng 2 năm 2005. Tập tankōbon đầu tiên phát hành vào ngày 27 tháng 10 năm 2005. VIZ Media đã mua bản quyền phát hành loạt manga này để tiến hàn phát hành tại thị trường Hoa Kỳ.
Loạt manga thứ hai mang tựa Shakugan no Shana X Eternal song -Harukanaru Uta- thực hiện bởi Kiya Shii. Loạt manga này dựa trên cốt truyện của 10 tập tiểu thuyết đầu, nó đã bắt đầu đăng trên tạp chí truyện tranh dành cho seinen Dengeki Black Maoh của MediaWorks vào ngày 19 tháng 9 năm 2007 đến tháng 9 năm 2012. Các chương sau đó đã được tổng hợp lại và phát hành thành 5 tankōbon.

### Anime
Chuyển thể anime của Shakugan no Shana do Watanabe Takashi làm đạo diễn đã phát sóng tại Nhật Bản từ ngày 06 tháng 10 năm 2005 đến ngày 23 tháng 3 năm 2006 với 24 tập. Nó được thực hiện bởi studio anime J.C.Staff Nhật Bản. Geneon đã được cấp phép để phân phối bộ anime tại thị trường Bắc Mỹ và bộ hộp DVD đầu tiên phát hành vào ngày 05 tháng 9 năm 2006. Animax đã phát sóng phiên bản tiếng Anh của bộ anime ở Nam Á và Đông Nam Á từ ngày 01 tháng 7 năm 2009. Geneon Entertainment đã đăng ký bản quyền phát hành phiên bản tiếng Anh của bộ anime để tiến hành phân phối tại thị trường Bắc Mỹ, Vision Film Distribution đăng ký tại Ba Lan, Dybex đăng ký tại Pháp, Alter Films Đăng ký tại Tây Ban Nha, MVM Films đăng ký tại Anh, Tokyo Night Train đăng ký tại Úc và New Zealand và Mighty Media đăng ký tại Đài Loan.
Bộ anime đầu tiên này có các omake thêm vào khi phát hành phiên bản DVD giới hạn với nhân vật Shana bé tý bằng một con búp bê. Phiên bản DVD giới hạn này gồm 5 bộ hộp DVD được phát hành từ ngày 25 tháng 1 đến ngày 25 tháng 5 năm 2006 tại khu vực 2. Tất cả các omake này được tập hợp lại thành một DVD thứ sáu khi phát hành phiên bản tiếng Anh vào tháng 3 năm 2007. Một loạt omake có chủ đề tương tự nhưng mang nhân vật Hecate ra làm chủ đề được phát hành trong một DVD đi kèm với một cuốn sách có tựa đề Shakugan no Shana no Subete (灼眼のシャナノ全テ). Sau đó một OVA đã được phát hành vào ngày 08 tháng 12 năm 2006, tập OVA này lấy bối cảnh thời gian sau tập 13 của bộ anime đầu.
Bộ anime thứ hai mang tên Shakugan no Shana Second (灼眼のシャナⅡ) đã được bắt đầu thực hiện ngày 30 tháng 5 năm 2007 cũng bởi J.C.Staff và đạo diễn bởi Watanabe Takashi. Nó bắt đầu được phát sóng tại Nhật Bản từ ngày 05 tháng 10 năm 2007 đến ngày 28 tháng 3 năm 2008 với 24 tập. Kênh Animax Asia đã phát sóng bộ anime này trên toàn khu vực Đông Nam Á và Nam Á. Tại Philippines kênh TV5 đã phát sóng bộ anime này từ tháng 10 đến ngày 25 tháng 12 năm 2008. FUNimation Entertainment đã đăng ký bản quyền phát hành phiên bản tiếng Anh của bộ anime để tiến hành phân phối tại thị trường Bắc Mỹ, MVM đăng ký tại Anh và Mighty Media đăng ký tại Đài Loan.
Bộ OVA mang tựa Shakugan no Shana S gồm 4 tập đã phát hành từ ngày 23 tháng 10 năm 2009 đến ngày 29 tháng 9 năm 2010. FUNimation Entertainment đã đăng ký bản quyền phiên bản tiếng Anh của bộ anime này để phát hành tại thị trường Bắc Mỹ còn Universal Sony Home Pictures Australia thì đăng ký tại Úc.
Bộ anime thứ ba có tên Shakugan no Shana III Final (灼眼のシャナⅢ（Final）) được phát sóng tại Nhật Bản từ ngày 08 tháng 10 đến ngày 24 tháng 3 năm 2012 trên kênh Tokyo MX. Kênh Animax Asia đã phát sóng bộ anime này trên toàn khu vực Đông Nam Á và Nam Á. FUNimation Entertainment đã đăng ký bản quyền phiên bản tiếng Anh của bộ anime này để phát hành tại thị trường Bắc Mỹ, Universal Sony Home Pictures Australia thì đăng ký tại Úc còn Mighty Media thì đăng ký tại Đài Loan.

### Phim Anime
Phim anime của Shakugan no Shana lần đầu tiên được giới thiệu là sau khi hết đoạn kết thúc của tập cuối bộ anime thứ nhất. Phim anime này đã được công chiếu tại Nhật Bản ngày 21 tháng 4 năm 2007 như một trong ba phim anime được công chiếu trong sự kiện liên hoan phim Dengeki Bunko. Phim anime không nối tiếp bộ anime mà nó tổng hợp các sự kiện xảy ra trong bộ anime và trong light novel cho dù các sự kiện này không có trong anime. Đĩa DVD phim này được phát hành vào ngày 21 tháng 9 năm 2007 với hai bản là bản thường và bản đặc biệt, bản đặc biệt gồm bản thường đính kèm thêm vài vật dụng liên quan đến tác phẩm.

### Drama CD
Một đĩa drama CD có tựa Shakugan no Shana Drama Disk (灼眼のシャナ ドラマディスク) đã phát hành vào tháng 4 năm 2004. Đĩa tập hợp 4 chương trình phát thanh cùng bài hát kết thúc chương trình đã phát trước đó vào năm 2003. Đĩa này được phân phối thông qua đặt hàng thư điện tử hoặc được nhận khi gửi phiếu kẹp trong các ấn phẩm của Media Works và Dengeki hp.
Geneon Entertainment đã phát hành hai bộ đĩa drama CD là Assorted và SPLENDIDE. Bộ Assorted gồm ba đĩa phát hành từ ngày 22 tháng 2 năm đến ngày 21 tháng 4 năm 2006. Bộ SPLENDIDE cũng có ba đĩa phát hành từ ngày 22 tháng 2 đến ngày 23 tháng 5 năm 2008.
Warner Entertainment Japan cũng đã phát hành bộ drama có tựa SUPERIORITY từ ngày 29 tháng 2 đến ngày 27 tháng 7 năm 2012.
Đĩa Animage Special Drama CD (アニメージュスペシャルドラマCD) đã được Animage phát hành vào tháng 8 năm 2008. Ngoài việc chứa các đoạn drama thì đĩa còn chứa cả cuộc đàm thoại với các diễn viên lồng tiếng.

### Trò chơi điện tử
Chuyển thể game của Shakugan no Shana cùng tên do MediaWorks phát triển đã hành trên hệ máy PlayStation 2 vào ngày 23 tháng 3 năm 2006. Một cuốn sách khổ A4 có tên Honō (焔) gồm 36 trang được mình họa bởi Ito Noizi đã được đính kèm trong các bản đặt hàng trước của game. Trong game người chơi sẽ trở thành nhân vật Sakai Yuji. Trò chơi khá giống như visual novel nhưng nó lại có thêm hệ thống chiến đấu và yếu tố giống như game hẹn hò. Các lựa chọn sẽ được đưa ra trong suốt cốt truyện và có năm kết thúc khác nhau.
Game trên hệ PlayStation 2 đã được chuyển tiếp sang hệ Nintendo DS và phát hành vào ngày 29 tháng 3 năm 2007. Các đơn đặt hàng cho bản DS từ tháng 4 năm 2007 đến tháng 3 năm 2008 sẽ được đính kèm theo một bộ sưu tập các bản thảo tên Tōka (灯火) được vẽ bởi Ito Noizi. Phiên bản trên hệ Nintendo DS có thêm một số chi tiết mà bản PS2 không có như thêm các hình giúp cho người chơi thấy được nhân vật Shana và Kazumi Yoshida trông như thế nào trong các trang phục khác nhau và hệ thống chiến đấu cho phép người chơi sử dụng nhân vật khác ngoài nhân vật Shana.
Một trò chơi tập hợp nhiều tựa tác phẩm khác nhau có tựa Dengeki Gakuen RPG Cross of Venus (電撃学園RPG Cross of Venus) thuộc thể loại hành động nhập vai cho hệ Nintendo DS được thực hiện để phát hành trong buổi lễ kỷ niệm thứ 15 của Dengeki vào ngày 19 tháng 3 năm 2009. Các nhân vật nữ chính trong 8 tựa tác phẩm như Toaru Majutsu no Index, Nogizaka Haruka no Himitsu... và tất nhiên trong đó có cả Shakugan no Shana đều xuất hiện trong trò chơi cộng thêm hai nhân vật của chính trò chơi.

### Phần mềm ứng dụng
Một phần mềm có tựa Desktop Mascot Shakugan no Shana (デスクトップマスコット 灼眼のシャナ) chạy trên nền Windows XP/2000 đã được phân phối vào ngày 19 tháng 4 năm 2007. Chương trình sẽ cho 5 nhân vật nữ chính hiển thị dưới dạng 3D có khả năng tương tác với người dùng trên màn hình máy tính, người sử dụng cũng có thể thay đổi trang phục và màu tóc của các nhân vật. Ngoài ra chương trình cũng đính kèm nhiều hình ảnh các nhân vật thể hiện theo kiểu chibi SD.

### Âm nhạc
Bộ anime thứ nhất có 4 bài hát chủ đề, 2 mở đầu và 2 kết thúc. Bài hát mở đầu thứ nhất có tên Hishoku no Sora (緋色の空) do Kawada Mami trình bày dùng từ tập 1 đến 16 bài, bài hát này cũng được dùng làm bài hát kết thúc của tập 24, đĩa đơn chứa bài hát đã phát hành vào ngày 09 tháng 11 năm 2005. Bài hát mở đầu thứ hai có tên being do KOTOKO trình bày dùng trong các tập còn lại, đĩa đơn chứa bài hát đã phát hành vào ngày 23 tháng 3 năm 2006. Cả hai đĩa chứa bài hát mở đầu đều có hai phiên bản giới hạn và bình thường, phiên bản giới hạn có đính kèm một đĩa chứa đoạn phim trình bày nhạc phẩm. Bài hát kết thúc thứ nhất có tên Yoake Umarekuru Shoujo (夜明け生まれ来る少女) do Takahashi Yoko trình bày dùng từ tập 1 đến 14, đĩa đơn chứa bài hát đã phát hành vào ngày 26 tháng 10 năm 2005. Bài hát kết thúc thứ hai có tên Aka no Seijaku (紅の静寂) do Ishida Yoko trình bày dùng từ tập 15 đến 23, đĩa đơn chứa bài hát đã phát hành vào ngày 28 tháng 2 năm 2006. Album chứa các bản nhạc dùng trong bộ anime đã phát hành vào ngày 25 tháng 1 năm 2006.
Ba đĩa chứa các đoạn drama cùng các bản nhạc do các nhân vật trình bày và các đoạn nhạc dùng trong bộ anime chưa được phát hành trước đó cũng đã được phát hành. 
| Hishoku no Sora (緋色の空) | Hishoku no Sora (緋色の空)                                 | Hishoku no Sora (緋色の空) |
| STT                        | Nhan đề                                                    | Thời lượng                 |
| -------------------------- | ---------------------------------------------------------- | -------------------------- |
| 1.                         | "Hishoku no Sora (緋色の空)"                               | 4:13                       |
| 2.                         | "another planet"                                           | 5:48                       |
| 3.                         | "another planet ～twilight～"                              | 4:00                       |
| 4.                         | "Hishoku no Sora (instrumental) (緋色の空 (instrumental))" | 4:13                       |
| 5.                         | "another planet (instrumental)"                            | 5:49                       |
| Tổng thời lượng:           | Tổng thời lượng:                                           | 24:03                      |

| being            | being                                                        | being      |
| STT              | Nhan đề                                                      | Thời lượng |
| ---------------- | ------------------------------------------------------------ | ---------- |
| 1.               | "being"                                                      | 4:47       |
| 2.               | "Sekka no Shinwa (雪華の神話)"                               | 6:23       |
| 3.               | "being (instrumental)"                                       | 4:47       |
| 4.               | "Sekka no Shinwa (instrumental) (雪華の神話 (instrumental))" | 6:22       |
| Tổng thời lượng: | Tổng thời lượng:                                             | 22:19      |

| Yoake Umarekuru Shoujo (夜明け生まれ来る少女) | Yoake Umarekuru Shoujo (夜明け生まれ来る少女)                                 | Yoake Umarekuru Shoujo (夜明け生まれ来る少女) |
| STT                                           | Nhan đề                                                                       | Thời lượng                                    |
| --------------------------------------------- | ----------------------------------------------------------------------------- | --------------------------------------------- |
| 1.                                            | "Yoake Umarekuru Shoujo (夜明け生まれ来る少女)"                               | 4:10                                          |
| 2.                                            | "You are the one!"                                                            | 4:28                                          |
| 3.                                            | "Yoake Umarekuru Shoujo (Instrumental) (夜明け生まれ来る少女 (Instrumental))" | 4:09                                          |
| 4.                                            | "You are the one! (Instrumental)"                                             | 4:28                                          |
| Tổng thời lượng:                              | Tổng thời lượng:                                                              | 17:15                                         |

| Aka no Seijaku (紅の静寂) | Aka no Seijaku (紅の静寂)                                                                                    | Aka no Seijaku (紅の静寂) |
| STT                       | Nhan đề | Thời lượng                |
| ------------------------- | --- | ------------------------- |
| 1.                        | "Aka no Seijaku (紅の静寂)"                                                                                  | 5:11                      |
| 2.                        | "Grab the chance! ~Chance wo Tsukame!~ (Grab the chance!～チャンスをつかめ!～)"                              | 3:35                      |
| 3.                        | "Aka no Seijaku (Instrumental) (紅の静寂(Instrumental))"                                                     | 5:11                      |
| 4.                        | "Grab the chance! ~Chance wo Tsukame!~ (Instrumental) (Grab the chance!～チャンスをつかめ!～(Instrumental))" | 3:33                      |
| Tổng thời lượng:          | Tổng thời lượng:                                                                                             | 17:30                     |

| Shakugan no Shana Original・Soundtrack (灼眼のシャナ オリジナル・サウンドトラック) | Shakugan no Shana Original・Soundtrack (灼眼のシャナ オリジナル・サウンドトラック) | Shakugan no Shana Original・Soundtrack (灼眼のシャナ オリジナル・サウンドトラック) |
| STT                                                                                | Nhan đề                                                                            | Thời lượng                                                                         |
| ---------------------------------------------------------------------------------- | ---------------------------------------------------------------------------------- | ---------------------------------------------------------------------------------- |
| 1.                                                                                 | "Shana"                                                                            | 3:10                                                                               |
| 2.                                                                                 | "Confusion"                                                                        | 2:07                                                                               |
| 3.                                                                                 | "La pensée ce qui est faible"                                                      | 2:07                                                                               |
| 4.                                                                                 | "Amusement de personne idiote"                                                     | 2:03                                                                               |
| 5.                                                                                 | "Il se réunit au démon"                                                            | 2:16                                                                               |
| 6.                                                                                 | "Paysage d'é l'accumulation de jour"                                               | 2:21                                                                               |
| 7.                                                                                 | "Faisceau sautant"                                                                 | 2:00                                                                               |
| 8.                                                                                 | "Danse des fée"                                                                    | 2:28                                                                               |
| 9.                                                                                 | "Matin calme"                                                                      | 2:22                                                                               |
| 10.                                                                                | "Début d'un jour"                                                                  | 2:11                                                                               |
| 11.                                                                                | "Vérité"                                                                           | 2:05                                                                               |
| 12.                                                                                | "Crochet d'oeil"                                                                   | 0:09                                                                               |
| 13.                                                                                | "Déformation"                                                                      | 0:08                                                                               |
| 14.                                                                                | "Innocent"                                                                         | 2:06                                                                               |
| 15.                                                                                | "L'absolu décèdent"                                                                | 2:12                                                                               |
| 16.                                                                                | "Bataille"                                                                         | 2:06                                                                               |
| 17.                                                                                | "Compréhension"                                                                    | 2:26                                                                               |
| 18.                                                                                | "Vanité"                                                                           | 2:16                                                                               |
| 19.                                                                                | "Destruction"                                                                      | 1:39                                                                               |
| 20.                                                                                | "Poursuite"                                                                        | 1:40                                                                               |
| 21.                                                                                | "Mystérieux"                                                                       | 2:39                                                                               |
| 22.                                                                                | "Sérieux"                                                                          | 1:44                                                                               |
| 23.                                                                                | "Réveil"                                                                           | 2:02                                                                               |
| 24.                                                                                | ""Hishoku no Sora" ~TV Size~ (「緋色の空」 ～TVサイズ～)"                          | 1:33                                                                               |
| 25.                                                                                | ""Yoake Umarekuru Shoujo" ~TV Size~ (「夜明け生まれ来る少女」 ～TVサイズ～)"       | 1:50                                                                               |
| Tổng thời lượng:                                                                   | Tổng thời lượng:                                                                   | 49:40                                                                              |

| Shakugan no Shana Assorted Shana Vol.1 (灼眼のシャナ Assorted Shana Vol.1) | Shakugan no Shana Assorted Shana Vol.1 (灼眼のシャナ Assorted Shana Vol.1) | Shakugan no Shana Assorted Shana Vol.1 (灼眼のシャナ Assorted Shana Vol.1) |
| STT                                                                        | Nhan đề                                                                    | Thời lượng                                                                 |
| -------------------------------------------------------------------------- | -------------------------------------------------------------------------- | -------------------------------------------------------------------------- |
| 1.                                                                         | "-EXIST-"                                                                  | 4:34                                                                       |
| 2.                                                                         | "Drama "Alastor no Kunou" (ドラマ「アラストールの苦悩」)"                  | 20:19                                                                      |
| 3.                                                                         | "-Hisoyakani Kirara- (-ひそやかにキララー)"                                | 4:22                                                                       |
| 4.                                                                         | "Drama "Yoshida Kazumi no Nikki" (ドラマ「吉田一美の日記」)"               | 20:44                                                                      |
| 5.                                                                         | "Tristesse"                                                                | 2:40                                                                       |
| 6.                                                                         | "Souffrance"                                                               | 1:57                                                                       |
| 7.                                                                         | "Solitude"                                                                 | 2:50                                                                       |
| 8.                                                                         | "La Peur approche"                                                         | 2:12                                                                       |
| 9.                                                                         | "Apparition d'un adversaire puissant"                                      | 2:14                                                                       |
| 10.                                                                        | "Confrontation"                                                            | 1:55                                                                       |
| Tổng thời lượng:                                                           | Tổng thời lượng:                                                           | 1:03:47                                                                    |

| Shakugan no Shana Assorted Shana Vol.2 (灼眼のシャナ Assorted Shana Vol.2) | Shakugan no Shana Assorted Shana Vol.2 (灼眼のシャナ Assorted Shana Vol.2) | Shakugan no Shana Assorted Shana Vol.2 (灼眼のシャナ Assorted Shana Vol.2) |
| STT                                                                        | Nhan đề                                                                    | Thời lượng                                                                 |
| -------------------------------------------------------------------------- | -------------------------------------------------------------------------- | -------------------------------------------------------------------------- |
| 1.                                                                         | "-Wolf in my heart-"                                                       | 3:07                                                                       |
| 2.                                                                         | "Drama "Itsumo no Houkago ni......" (ドラマ「いつもの放課後に......」)"    | 14:03                                                                      |
| 3.                                                                         | "-tough-"                                                                  | 3:08                                                                       |
| 4.                                                                         | "Drama "Flame Haze no Gogo" (ドラマ「フレイムヘイズの午後」)"              | 21:48                                                                      |
| 5.                                                                         | "Peine"                                                                    | 3:04                                                                       |
| 6.                                                                         | "Isolement"                                                                | 2:22                                                                       |
| 7.                                                                         | "Fugue"                                                                    | 2:16                                                                       |
| 8.                                                                         | "Tiraillement"                                                             | 2:23                                                                       |
| 9.                                                                         | "Au soleil"                                                                | 1:43                                                                       |
| 10.                                                                        | "Epilogue"                                                                 | 1:57                                                                       |
| Tổng thời lượng:                                                           | Tổng thời lượng:                                                           | 55:51                                                                      |

| Shakugan no Shana Assorted Shana Vol.3 (灼眼のシャナ Assorted Shana Vol.3) | Shakugan no Shana Assorted Shana Vol.3 (灼眼のシャナ Assorted Shana Vol.3) | Shakugan no Shana Assorted Shana Vol.3 (灼眼のシャナ Assorted Shana Vol.3) |
| STT                                                                        | Nhan đề                                                                    | Thời lượng                                                                 |
| -------------------------------------------------------------------------- | -------------------------------------------------------------------------- | -------------------------------------------------------------------------- |
| 1.                                                                         | "-Kamen no Hakuraku- (-仮面の剥落ー)"                                      | 3:30                                                                       |
| 2.                                                                         | "Drama "Sakuteki Melon Pan" (ドラマ「索敵メロンパン」)"                    | 16:15                                                                      |
| 3.                                                                         | "-Blue Sky- (-ブルースカイー)"                                             | 3:56                                                                       |
| 4.                                                                         | "Drama "Beniyo no Ou, Gokuhi Kaidan" (ドラマ「紅世の王、極秘会談」)"       | 16:23                                                                      |
| 5.                                                                         | "Sentiment profond"                                                        | 1:44                                                                       |
| 6.                                                                         | "Vague a l'ame"                                                            | 2:20                                                                       |
| 7.                                                                         | "le chateau flottant dans les airs"                                        | 2:37                                                                       |
| 8.                                                                         | "Elan"                                                                     | 2:21                                                                       |
| 9.                                                                         | "une methode secrete"                                                      | 2:45                                                                       |
| 10.                                                                        | "La vie recommence"                                                        | 2:15                                                                       |
| Tổng thời lượng:                                                           | Tổng thời lượng:                                                           | 54:06                                                                      |

Phim anime có bài hát chủ đề là bài hát kết thúc có tên Tenjou wo Kakeru Monotachi (天壌を翔る者たち) do Love Planet Five trình bày, đĩa đơn chứa bài hát đã phát hành vào ngày 04 tháng 7 năm 2007. Ngoài ra phim còn một bài hát phụ là bài Akai Namida (赤い涙) do Kawada Mami trình bày, đĩa đơn chứa bài hát đã phát hành vào ngày 09 tháng 5 năm 2007. Cả hai đĩa đơn này đều có hai phiên bản giới hạn và bình thường, phiên bản giới hạn có đính kèm một đĩa chứa đoạn phim trình bày nhạc phẩm. Album chứa các bản nhạc dùng trong phim anime đã phát hành vào ngày 27 tháng 9 năm 2007.
| Tenjou wo Kakeru Monotachi (天壌を翔る者たち) | Tenjou wo Kakeru Monotachi (天壌を翔る者たち)                                     | Tenjou wo Kakeru Monotachi (天壌を翔る者たち) |
| STT                                           | Nhan đề                                                                           | Thời lượng                                    |
| --------------------------------------------- | --------------------------------------------------------------------------------- | --------------------------------------------- |
| 1.                                            | "Tenjou wo Kakeru Monotachi (天壌を翔る者たち)"                                   | 6:47                                          |
| 2.                                            | "Tenjou wo Kakeru Monotachi -instrumental- (天壌を翔る者たち -instrumental-)"     | 6:48                                          |
| 3.                                            | "Tenjou wo Kakeru Monotachi -Raven fly edit- (天壌を翔る者たち -Raven fly edit-)" | 5:37                                          |
| Tổng thời lượng:                              | Tổng thời lượng:                                                                  | 19:12                                         |

| Akai Namida / Beehive (赤い涙 / Beehive) | Akai Namida / Beehive (赤い涙 / Beehive)             | Akai Namida / Beehive (赤い涙 / Beehive) |
| STT                                      | Nhan đề                                              | Thời lượng                               |
| ---------------------------------------- | ---------------------------------------------------- | ---------------------------------------- |
| 1.                                       | "Akai Namida (赤い涙)"                               | 4:17                                     |
| 2.                                       | "Beehive"                                            | 4:17                                     |
| 3.                                       | "Akai Namida -instrumental- (赤い涙ーinstrumental-)" | 4:17                                     |
| 4.                                       | "Beehive-instrumental-"                              | 4:16                                     |
| Tổng thời lượng:                         | Tổng thời lượng:                                     | 17:07                                    |

| Gekijo ban "Shakugan no Shana" Original Soundtrack (劇場版「灼眼のシャナ」オリジナルサウンドトラック) | Gekijo ban "Shakugan no Shana" Original Soundtrack (劇場版「灼眼のシャナ」オリジナルサウンドトラック) | Gekijo ban "Shakugan no Shana" Original Soundtrack (劇場版「灼眼のシャナ」オリジナルサウンドトラック) |
| STT                                                                                                   | Nhan đề                                                                                               | Thời lượng                                                                                            |
| --- | --- | --- |
| 1. | "Shana"                                                                                               | 3:12                                                                                                  |
| 2. | "Bataille"                                                                                            | 2:09                                                                                                  |
| 3. | "La peur approche"                                                                                    | 2:15                                                                                                  |
| 4. | "Tiraillement"                                                                                        | 2:26                                                                                                  |
| 5. | "Mystérieux"                                                                                          | 2:44                                                                                                  |
| 6. | "Vague à l'âme"                                                                                       | 2:22                                                                                                  |
| 7. | "Tristesse"                                                                                           | 2:24                                                                                                  |
| 8. | "Akai Namida (Gekijo ban Size) (赤い涙 （劇場版サイズ）)"                                             | 2:46                                                                                                  |
| 9. | "Il se réunit au démon"                                                                               | 2:20                                                                                                  |
| 10.                                                                                                   | "Sérieux"                                                                                             | 1:46                                                                                                  |
| 11.                                                                                                   | "Fugue"                                                                                               | 2:19                                                                                                  |
| 12.                                                                                                   | "Peine"                                                                                               | 3:08                                                                                                  |
| 13.                                                                                                   | "Isolement"                                                                                           | 2:25                                                                                                  |
| 14.                                                                                                   | "Apparition d’un adversaire puissant"                                                                 | 2:20                                                                                                  |
| 15.                                                                                                   | "Strategème silencieux"                                                                               | 1:08                                                                                                  |
| 16.                                                                                                   | "Amusement de personne idiote"                                                                        | 2:07                                                                                                  |
| 17.                                                                                                   | "But invisible"                                                                                       | 2:16                                                                                                  |
| 18.                                                                                                   | "Force égale"                                                                                         | 2:35                                                                                                  |
| 19.                                                                                                   | "Invitation à la guerre"                                                                              | 2:19                                                                                                  |
| 20.                                                                                                   | "Conviction"                                                                                          | 1:00                                                                                                  |
| 21.                                                                                                   | "Trône"                                                                                               | 2:30                                                                                                  |
| 22.                                                                                                   | "Une méthode secrète"                                                                                 | 2:47                                                                                                  |
| 23.                                                                                                   | "Elan"                                                                                                | 2:26                                                                                                  |
| 24.                                                                                                   | "Le véritable motif du chasseur"                                                                      | 2:10                                                                                                  |
| 25.                                                                                                   | "Fin de la guerre"                                                                                    | 2:01                                                                                                  |
| 26.                                                                                                   | "Alastor"                                                                                             | 2:13                                                                                                  |
| 27.                                                                                                   | "Ce qui fût sauvé"                                                                                    | 1:45                                                                                                  |
| 28.                                                                                                   | "Tenjou wo Kakeru Monotachi (Gekijo ban Size) (天壌を翔る者たち （劇場版サイズ）)"                    | 4:41                                                                                                  |
| Tổng thời lượng:                                                                                      | Tổng thời lượng:                                                                                      | 1:06:34                                                                                               |

Bộ anime thứ hai có 5 bài hát chủ đề, 2 mở đầu và 3 kết thúc. Bài hát mở đầu thứ nhất có tên JOINT, bài hát kết thúc thứ nhất có tên triangle cả hai đều do Kawada Mami trình bày dùng từ tập 1 đến 15, đĩa đơn chứa hai bài hát đã phát hành vào ngày 31 tháng 10 năm 2007. Bài hát mở đầu thứ hai có tên BLAZE, bài hát kết thúc thứ hai có tên Sociometry cả hai đều do KOTOKO trình bày dùng trong các tập còn lại, đĩa đơn chứa hai bài hát đã phát hành vào ngày 12 tháng 3 năm 2008. Cả hai đĩa đơn này đều có hai phiên bản giới hạn và bình thường, phiên bản giới hạn có đính kèm một đĩa chứa đoạn phim trình bày nhạc phẩm. Bài hát kết thúc thứ ba là bài sense do Kawada Mami trình bày dùng trong tập 24, bài hát đã phát hành trong album chứa các bài hát của Kawada Mami tính trong đó có cả các bài hát chủ đề của bộ anime vào ngày 26 tháng 3 năm 2008, album này cũng có hai phiên bản giới hạn và bình thường. Album chứa các bản nhạc dùng trong bộ anime đã phát hành vào ngày 25 tháng 1 năm 2008.
Ba đĩa chứa các đoạn drama cùng các bài hát do các nhân vật trình bày cũng đã được phát hành.
| JOINT            | JOINT                     | JOINT      |
| STT              | Nhan đề                   | Thời lượng |
| ---------------- | ------------------------- | ---------- |
| 1.               | "JOINT"                   | 3:59       |
| 2.               | "triangle"                | 4:49       |
| 3.               | "JOINT -instrumental-"    | 3:59       |
| 4.               | "triangle -instrumental-" | 4:48       |
| Tổng thời lượng: | Tổng thời lượng:          | 17:35      |

| BLAZE            | BLAZE                       | BLAZE      |
| STT              | Nhan đề                     | Thời lượng |
| ---------------- | --------------------------- | ---------- |
| 1.               | "BLAZE"                     | 5:06       |
| 2.               | "Sociometry"                | 4:48       |
| 3.               | "BLAZE -instrumental-"      | 5:06       |
| 4.               | "Sociometry -instrumental-" | 4:44       |
| Tổng thời lượng: | Tổng thời lượng:            | 19:44      |

| SAVIA            | SAVIA                            | SAVIA      |
| STT              | Nhan đề                          | Thời lượng |
| ---------------- | -------------------------------- | ---------- |
| 1.               | "energy flow"                    | 2:09       |
| 2.               | "JOINT"                          | 4:01       |
| 3.               | "Beehive -album edit-"           | 4:28       |
| 4.               | "TRILL"                          | 4:51       |
| 5.               | "Akai Namida (赤い涙)"           | 4:17       |
| 6.               | "triangle"                       | 4:47       |
| 7.               | "sense"                          | 4:14       |
| 8.               | "DREAM"                          | 5:35       |
| 9.               | "intron tone"                    | 4:23       |
| 10.              | "Hisui -Hisui- (翡翠 -HISUI-)"   | 5:31       |
| 11.              | "Saigo no Yakusoku (最後の約束)" | 5:50       |
| 12.              | "Get my way!"                    | 2:57       |
| 13.              | "portamento"                     | 6:02       |
| Tổng thời lượng: | Tổng thời lượng:                 | 59:05      |

| Shakugan no Shana 2 Original Soundtrack (灼眼のシャナ2 オリジナルサウンドトラック) | Shakugan no Shana 2 Original Soundtrack (灼眼のシャナ2 オリジナルサウンドトラック) | Shakugan no Shana 2 Original Soundtrack (灼眼のシャナ2 オリジナルサウンドトラック) |
| STT                                                                                | Nhan đề                                                                            | Thời lượng                                                                         |
| ---------------------------------------------------------------------------------- | ---------------------------------------------------------------------------------- | ---------------------------------------------------------------------------------- |
| 1.                                                                                 | "JOINT -TVサイズー (JOINT -TV Size-)"                                              | 1:38                                                                               |
| 2.                                                                                 | "shana 2"                                                                          | 2:38                                                                               |
| 3.                                                                                 | "Art du sabre"                                                                     | 1:52                                                                               |
| 4.                                                                                 | "Tragedie"                                                                         | 1:50                                                                               |
| 5.                                                                                 | "Pression"                                                                         | 1:57                                                                               |
| 6.                                                                                 | "Serenite"                                                                         | 1:56                                                                               |
| 7.                                                                                 | "Un jour ordinaire"                                                                | 1:49                                                                               |
| 8.                                                                                 | "Ferveur"                                                                          | 1:54                                                                               |
| 9.                                                                                 | "Sincerement"                                                                      | 2:07                                                                               |
| 10.                                                                                | "Quotidien calme"                                                                  | 1:35                                                                               |
| 11.                                                                                | "Avenir lumineux"                                                                  | 1:42                                                                               |
| 12.                                                                                | "Peripetie"                                                                        | 2:06                                                                               |
| 13.                                                                                | "Confession"                                                                       | 1:57                                                                               |
| 14.                                                                                | "Ceux qui ne rentreront plus"                                                      | 2:20                                                                               |
| 15.                                                                                | "Deja vu"                                                                          | 1:57                                                                               |
| 16.                                                                                | "Force etrange"                                                                    | 2:16                                                                               |
| 17.                                                                                | "Different malgre la ressemblance"                                                 | 2:06                                                                               |
| 18.                                                                                | "Rafraichissement"                                                                 | 0:09                                                                               |
| 19.                                                                                | "Idole"                                                                            | 1:42                                                                               |
| 20.                                                                                | "Fete d'ecole"                                                                     | 1:37                                                                               |
| 21.                                                                                | "Poursuite"                                                                        | 1:51                                                                               |
| 22.                                                                                | "Parade"                                                                           | 1:36                                                                               |
| 23.                                                                                | "Impossible d'exprimer ses sentiments"                                             | 1:59                                                                               |
| 24.                                                                                | "Dans un bar"                                                                      | 2:30                                                                               |
| 25.                                                                                | "Serment etrnel"                                                                   | 2:23                                                                               |
| 26.                                                                                | "Jours passes"                                                                     | 1:54                                                                               |
| 27.                                                                                | "Lieu de la bataille decisive"                                                     | 2:02                                                                               |
| 28.                                                                                | "Manoeuvres secretes"                                                              | 2:56                                                                               |
| 29.                                                                                | "La visiteuse"                                                                     | 1:45                                                                               |
| 30.                                                                                | "Inevitable destin"                                                                | 1:50                                                                               |
| 31.                                                                                | "A nouveau"                                                                        | 1:48                                                                               |
| 32.                                                                                | "triangle -TV Size- (triangle -TVサイズー)"                                        | 1:32                                                                               |
| Tổng thời lượng:                                                                   | Tổng thời lượng:                                                                   | 1:01:14                                                                            |

| Shakugan no Shana 2 Vocal & Drama Album Splendide Shana Vol.1 (灼眼のシャナ2 スプランディッドシャナ VOL.1) | Shakugan no Shana 2 Vocal & Drama Album Splendide Shana Vol.1 (灼眼のシャナ2 スプランディッドシャナ VOL.1)                       | Shakugan no Shana 2 Vocal & Drama Album Splendide Shana Vol.1 (灼眼のシャナ2 スプランディッドシャナ VOL.1) |
| STT | Nhan đề | Thời lượng                                                                                                 |
| --- | --- | --- |
| 1. | "EXIST2" | 4:55 |
| 2. | "Audio Drama "Shana no Shakaika Kengaku ~Ichiya no Yume no Gotoshi~" (オーディオドラマ「シャナの社会科見学～一夜の夢の如し～」)" | 16:46 |
| 3. | "Kaze no Namegata (風の行方)" | 3:47 |
| 4. | "Audio Drama "Nazo no Celebrity Date" (オーディオドラマ「謎のセレブデート」)"                                                    | 15:42 |
| Tổng thời lượng:                                                                                           | Tổng thời lượng: | 41:10 |

| Shakugan no Shana 2 Vocal & Drama Album Splendide Shana Vol.2 (灼眼のシャナ2 スプランディッドシャナ VOL.2) | Shakugan no Shana 2 Vocal & Drama Album Splendide Shana Vol.2 (灼眼のシャナ2 スプランディッドシャナ VOL.2) | Shakugan no Shana 2 Vocal & Drama Album Splendide Shana Vol.2 (灼眼のシャナ2 スプランディッドシャナ VOL.2) |
| STT | Nhan đề | Thời lượng                                                                                                 |
| --- | --- | --- |
| 1. | "Nagareboshi*Etranger (流れ星*エトランゼ)"                                                                 | 4:05 |
| 2. | "Audio Drama "Ozaki Koukou Satsujin Jiken" (オーディオドラマ「御崎高校殺人事件」)"                         | 24:24 |
| 3. | "Sougetsu no Serenata (蒼月のセレナータ)"                                                                  | 5:14 |
| 4. | "Audio Drama "Saraba Itoshiki Kobun Domo" (オーディオドラマ「さらば愛しき子分ども」)"                      | 19:36 |
| Tổng thời lượng:                                                                                           | Tổng thời lượng:                                                                                           | 53:19 |

| Shakugan no Shana 2 Vocal & Drama Album Splendide Shana Vol.3 (灼眼のシャナ2 スプランディッドシャナ VOL.3) | Shakugan no Shana 2 Vocal & Drama Album Splendide Shana Vol.3 (灼眼のシャナ2 スプランディッドシャナ VOL.3)               | Shakugan no Shana 2 Vocal & Drama Album Splendide Shana Vol.3 (灼眼のシャナ2 スプランディッドシャナ VOL.3) |
| STT | Nhan đề | Thời lượng                                                                                                 |
| --- | --- | --- |
| 1. | "FRIENDS ~Chikihouyuu~ (FRIENDS～知己朋友～)"                                                                            | 4:20 |
| 2. | "Audio Drama "Hirai Ie Tate Komori Jiken" (オーディオドラマ 「平井家立て籠もり事件」)"                                   | 18:30 |
| 3. | "Half of Mine" | 3:15 |
| 4. | "Audio Drama "Engage Link -Dokomademo, Itsumademo-" (オーディオドラマ 「エンゲージ・リンクーどこまでも、いつまでもー」)" | 19:51 |
| Tổng thời lượng:                                                                                           | Tổng thời lượng: | 45:56 |

Bộ OVA S có hai bài hát chủ đề, một mở đầu và một kết thúc. Bài hát mở đầu có tên Prophecy và bài hát kết thúc có tên All in good time, cả hai đều do Kawada Mami trình bày. Đĩa đơn chứa bài hát mở đầu đã phát hành vào ngày 18 tháng 11 năm 2009 với hai phiên bản giới hạn và bình thường, phiên bản giới hạn đính kèm một đĩa chứa đoạn phim trình bày nhạc phẩm. Bài hát kết thúc đã phát hành trong album chứa các bài hát chủ đề của các bộ anime do Kawada Mami trình bày vào ngày 24 tháng 3 năm 2010, album này cũng có hai phiên bản giới hạn và bình thường.
| Prophecy         | Prophecy                  | Prophecy   |
| STT              | Nhan đề                   | Thời lượng |
| ---------------- | ------------------------- | ---------- |
| 1.               | "Prophecy"                | 4:52       |
| 2.               | "a frame"                 | 4:09       |
| 3.               | "Prophecy -instrumental-" | 4:52       |
| 4.               | "a frame -instrumental-"  | 4:05       |
| Tổng thời lượng: | Tổng thời lượng:          | 17:58      |

| LINKAGE          | LINKAGE                                                 | LINKAGE    |
| STT              | Nhan đề                                                 | Thời lượng |
| ---------------- | ------------------------------------------------------- | ---------- |
| 1.               | "succession"                                            | 0:56       |
| 2.               | "CLIMAX"                                                | 4:05       |
| 3.               | "PSI-missing"                                           | 4:21       |
| 4.               | "TOY"                                                   | 4:10       |
| 5.               | "Kotoba, Kokoro no Koe (言葉、心の声)"                  | 5:00       |
| 6.               | "Prophecy"                                              | 4:50       |
| 7.               | "in answer"                                             | 4:51       |
| 8.               | "masterpiece"                                           | 4:37       |
| 9.               | "Awareness (アウェアネス)"                              | 5:24       |
| 10.              | "linkage"                                               | 4:26       |
| 11.              | "Mirai no Tsubu ~I'm formed~ (未来の粒 ～I'm formed～)" | 5:30       |
| 12.              | "All in good time"                                      | 5:06       |
| 13.              | "DREAMS"                                                | 4:43       |
| Tổng thời lượng: | Tổng thời lượng:                                        | 57:59      |

Bộ anime thứ ba có 5 bài hát chủ đề, 2 mở đầu và 3 kết thúc. Bài hát mở đầu thứ nhất có tên Light My Fire do KOTOKO trình bày, đĩa đơn chứa bài hát đã phát hành vào ngày 16 tháng 11 năm 2011. Bài hát mở đầu thứ hai có tên Serment do Kawada Mami trình bày, đĩa đơn chứa bài hát đã phát hành vào ngày 01 tháng 2 năm 2012. Bài hát kết thúc thứ nhất là bài I'll believe do ALTIMA trình bày, đĩa đơn chứa bài hát đã phát hành vào ngày 07 tháng 12 năm 2011. Bài hát kết thúc thứ hai là bài ONE cũng do ALTIMA trình bày, đĩa đơn chứa bài hát đã phát hành vào ngày 29 tháng 2 năm 2012. Tất cả các đĩa đơn đều có hai phiên bản giới hạn và bình thường, phiên bản giới hạn có đính kèm một đĩa chứa đoạn phim trình bày nhạc phẩm. Bài hát kết thúc thứ ba là bài Koubou (光芒) do Kawada Mami trình bày, bài hát đã phát hành chung với đĩa cuối trong bộ ba đĩa chứa các đoạn drama cùng các bản nhạc dùng trong bộ anime.
| Light My Fire    | Light My Fire                        | Light My Fire |
| STT              | Nhan đề                              | Thời lượng    |
| ---------------- | ------------------------------------ | ------------- |
| 1.               | "Light My Fire"                      | 3:49          |
| 2.               | "Candy or Chocolate?"                | 5:04          |
| 3.               | "Light My Fire -instrumental-"       | 3:48          |
| 4.               | "Candy or Chocolate? -instrumental-" | 5:04          |
| Tổng thời lượng: | Tổng thời lượng:                     | 17:46         |

| Serment          | Serment                  | Serment    |
| STT              | Nhan đề                  | Thời lượng |
| ---------------- | ------------------------ | ---------- |
| 1.               | "Serment"                | 4:12       |
| 2.               | "u/n"                    | 4:08       |
| 3.               | "Serment -INSTRUMENTAL-" | 4:11       |
| 4.               | "u/n -INSTRUMENTAL-"     | 4:06       |
| Tổng thời lượng: | Tổng thời lượng:         | 16:38      |

| I'll believe     | I'll believe                    | I'll believe |
| STT              | Nhan đề                         | Thời lượng   |
| ---------------- | ------------------------------- | ------------ |
| 1.               | "I'll believe"                  | 5:43         |
| 2.               | "-Indefinitely-"                | 6:08         |
| 3.               | "I'll believe -instrumental-"   | 5:42         |
| 4.               | "-Indefinitely- -instrumental-" | 6:06         |
| Tổng thời lượng: | Tổng thời lượng:                | 23:40        |

| ONE              | ONE                          | ONE        |
| STT              | Nhan đề                      | Thời lượng |
| ---------------- | ---------------------------- | ---------- |
| 1.               | "ONE"                        | 5:08       |
| 2.               | "WISH i WISH"                | 4:46       |
| 3.               | "ONE -instrumental-"         | 5:08       |
| 4.               | "WISH i WISH -instrumental-" | 4:44       |
| Tổng thời lượng: | Tổng thời lượng:             | 19:47      |

| Shakugan no Shana F Superiority Shana III Vol.1 (灼眼のシャナF SUPERIORITY SHANA III Vol.1) | Shakugan no Shana F Superiority Shana III Vol.1 (灼眼のシャナF SUPERIORITY SHANA III Vol.1) | Shakugan no Shana F Superiority Shana III Vol.1 (灼眼のシャナF SUPERIORITY SHANA III Vol.1) |
| STT                                                                                         | Nhan đề                                                                                     | Thời lượng                                                                                  |
| ------------------------------------------------------------------------------------------- | ------------------------------------------------------------------------------------------- | ------------------------------------------------------------------------------------------- |
| 1.                                                                                          | "Ceremony (Zenpen) (Audio drama) (セレモニー (前編) (オーディオドラマ))"                    | 13:00                                                                                       |
| 2.                                                                                          | "Ceremony (Kōhen) (Audio drama) (セレモニー (後編) (オーディオドラマ))"                     | 19:12                                                                                       |
| 3.                                                                                          | "Light My Fire (TV Size) (Light My Fire (TVサイズ))"                                        | 1:33                                                                                        |
| 4.                                                                                          | "Shana3"                                                                                    | 2:18                                                                                        |
| 5.                                                                                          | "Recommencement"                                                                            | 1:45                                                                                        |
| 6.                                                                                          | "Outre-sentiment"                                                                           | 2:11                                                                                        |
| 7.                                                                                          | "Cette bataille ne peut pas s'eviter"                                                       | 2:45                                                                                        |
| 8.                                                                                          | "Quelque chose attend a l'intervalle"                                                       | 2:54                                                                                        |
| 9.                                                                                          | "Rencontre"                                                                                 | 2:47                                                                                        |
| 10.                                                                                         | "Champ de bataille"                                                                         | 1:59                                                                                        |
| 11.                                                                                         | "L'intention"                                                                               | 1:52                                                                                        |
| 12.                                                                                         | "Le passe et la verite"                                                                     | 2:21                                                                                        |
| 13.                                                                                         | "Tranquillite des jours"                                                                    | 1:54                                                                                        |
| 14.                                                                                         | "N'ebranle pas ton sentiment"                                                               | 1:58                                                                                        |
| 15.                                                                                         | "I'll Believe (TV Size) (I'll believe (TVサイズ))"                                          | 1:32                                                                                        |
| Tổng thời lượng:                                                                            | Tổng thời lượng:                                                                            | 1:00:08                                                                                     |

| Shakugan no Shana F Superiority Shana III Vol.2 (灼眼のシャナF SUPERIORITY SHANA III Vol.2) | Shakugan no Shana F Superiority Shana III Vol.2 (灼眼のシャナF SUPERIORITY SHANA III Vol.2) | Shakugan no Shana F Superiority Shana III Vol.2 (灼眼のシャナF SUPERIORITY SHANA III Vol.2) |
| STT                                                                                         | Nhan đề                                                                                     | Thời lượng                                                                                  |
| ------------------------------------------------------------------------------------------- | ------------------------------------------------------------------------------------------- | ------------------------------------------------------------------------------------------- |
| 1.                                                                                          | "Yearning (Zenpen) (Audio drama) (ヤーニング (前編) (オーディオドラマ))"                    | 18:57                                                                                       |
| 2.                                                                                          | "Yearning (Kōhen) (Audio drama) (ヤーニング (後編) (オーディオドラマ))"                     | 22:54                                                                                       |
| 3.                                                                                          | "Serment (TV Size) (Serment (TVサイズ))"                                                    | 1:32                                                                                        |
| 4.                                                                                          | "dans son Coeur"                                                                            | 2:27                                                                                        |
| 5.                                                                                          | "L'intrigue pour atteindre"                                                                 | 2:07                                                                                        |
| 6.                                                                                          | "tristesse"                                                                                 | 2:08                                                                                        |
| 7.                                                                                          | "Le serpent de la ceremonie"                                                                | 2:41                                                                                        |
| 8.                                                                                          | "dans un but grand"                                                                         | 2:33                                                                                        |
| 9.                                                                                          | "les voeux eternels"                                                                        | 2:35                                                                                        |
| 10.                                                                                         | "reunion militaire"                                                                         | 1:38                                                                                        |
| 11.                                                                                         | "le repos pendant la bataille"                                                              | 1:40                                                                                        |
| 12.                                                                                         | "assurance pour la ruse"                                                                    | 2:07                                                                                        |
| 13.                                                                                         | "resultat"                                                                                  | 2:21                                                                                        |
| 14.                                                                                         | "la resolution pour bataille"                                                               | 2:37                                                                                        |
| 15.                                                                                         | "Un jour,mes sentiments-"                                                                   | 1:45                                                                                        |
| 16.                                                                                         | "One (TV Size) (ONE (TVサイズ))"                                                            | 1:33                                                                                        |
| Tổng thời lượng:                                                                            | Tổng thời lượng:                                                                            | 1:11:43                                                                                     |

| Shakugan no Shana F Superiority Shana III Vol.3 (灼眼のシャナF SUPERIORITY SHANA III Vol.3) | Shakugan no Shana F Superiority Shana III Vol.3 (灼眼のシャナF SUPERIORITY SHANA III Vol.3) | Shakugan no Shana F Superiority Shana III Vol.3 (灼眼のシャナF SUPERIORITY SHANA III Vol.3) |
| STT                                                                                         | Nhan đề                                                                                     | Thời lượng                                                                                  |
| ------------------------------------------------------------------------------------------- | ------------------------------------------------------------------------------------------- | ------------------------------------------------------------------------------------------- |
| 1.                                                                                          | "Future (Audio drama) (フューチャー (オーディオドラマ))"                                    | 22:43                                                                                       |
| 2.                                                                                          | "Hope (Audio drama) (ホープ (オーディオドラマ))"                                            | 22:52                                                                                       |
| 3.                                                                                          | "preparation d'une revanche"                                                                | 1:39                                                                                        |
| 4.                                                                                          | "la charge"                                                                                 | 2:35                                                                                        |
| 5.                                                                                          | "Ce qui fait obstacle a elle"                                                               | 2:35                                                                                        |
| 6.                                                                                          | "avant de se defendre"                                                                      | 2:38                                                                                        |
| 7.                                                                                          | "le regard par les tenebres"                                                                | 1:53                                                                                        |
| 8.                                                                                          | "dans le tourbillon d'une lutte"                                                            | 1:54                                                                                        |
| 9.                                                                                          | "melee"                                                                                     | 1:54                                                                                        |
| 10.                                                                                         | "raisons du monde"                                                                          | 2:34                                                                                        |
| 11.                                                                                         | "creation du nouveau monde"                                                                 | 2:16                                                                                        |
| 12.                                                                                         | "le reve divin"                                                                             | 2:36                                                                                        |
| 13.                                                                                         | "Koubou (光芒)"                                                                             | 5:29                                                                                        |
| Tổng thời lượng:                                                                            | Tổng thời lượng:                                                                            | 1:13:43                                                                                     |

## Đón nhận
Kể từ khi tập tiểu thuyết đầu tiên được phát hành Shakugan no Shana đã bán được hơn 6 triệu bản. Chuyển thể manga đã bán được 1,2 triệu bản kể từ khi tập tankōbon đầu tiên được phát hành.
Nhân vật Shana cũng đã xuất hiện trong một game tổng hợp các nhân vật anime tên Dengeki Gakuen RPG: Cross of Venus dành cho hệ DS.